# HK Vitiaz
Ne pas confondre avec le FK Vitiaz Podolsk, club de football de la même ville.
Pour les articles homonymes, voir Vitiaz.
Le HK Vitiaz - en russe : Хоккейный клуб Витязь -  est un club de hockey sur glace professionnel de Russie, localisé à Balachikha, dans l'oblast de Moscou.

## Historique
Le club a été fondé en 1996 et a d'abord évolué à Podolsk avant de déménager dans la ville voisine de Tchekhov en 2003. Il a évolué dans la Superliga. En 2008, il intègre une nouvelle compétition, la KHL. En 2013, il est de retour à Podolsk. En 2022, il déménage à Balachikha.

### Saisons en KHL
| Saison    | PJ | V  | VP | VTB | D  | DP | DTB | BP  | BC  | Pts | Classement | Séries éliminatoires                           |
| --------- | -- | -- | -- | --- | -- | -- | --- | --- | --- | --- | ---------- | ---------------------------------------------- |
| 2008-2009 | 56 | 6  | 2  | 3   | 33 | 5  | 7   | 134 | 225 | 40  | 23e/24     | Non qualifié                                   |
| 2009-2010 | 56 | 13 | 3  | 3   | 33 | 3  | 2   | 142 | 216 | 54  | 23e/24     | Non qualifié                                   |
| 2010-2011 | 54 | 13 | 1  | 3   | 32 | 2  | 3   | 119 | 178 | 52  | 21e/23     | Non qualifié                                   |
| 2011-2012 | 54 | 10 | 1  | 5   | 36 | 1  | 1   | 108 | 193 | 44  | 23e/23     | Non qualifié                                   |
| 2012-2013 | 52 | 11 | 1  | 6   | 26 | 2  | 6   | 119 | 151 | 55  | 22e/26     | Non qualifié                                   |
| 2013-2014 | 54 | 12 | 1  | 5   | 26 | 1  | 9   | 110 | 147 | 58  | 24e/28     | Non qualifié                                   |
| 2014-2015 | 60 | 20 | 2  | 4   | 28 | 5  | 1   | 152 | 186 | 78  | 20e/28     | Non qualifié                                   |
| 2015-2016 | 60 | 17 | 4  | 4   | 32 | 0  | 3   | 129 | 166 | 70  | 24e/28     | Non qualifié                                   |
| 2016-2017 | 60 | 26 | 3  | 4   | 22 | 0  | 5   | 162 | 158 | 97  | 11e/29     | SKA Saint-Pétersbourg 0-4 (huitième de finale) |
| 2017-2018 | 56 | 17 | 2  | 2   | 27 | 5  | 3   | 131 | 160 | 67  | 21e/27     | Non qualifié                                   |
| 2018-2019 | 62 | 23 | 4  | 1   | 27 | 3  | 4   | 134 | 169 | 63  | 15e/25     | HK CSKA Moscou 0-4 (huitième de finale)        |
| 2019-2020 | 62 | 19 | 3  | 5   | 24 | 4  | 7   | 137 | 166 | 65  | 14e/24     | SKA Saint-Pétersbourg 0-4 (huitième de finale) |
| 2020-2021 | 60 | 21 | 3  | 3   | 28 | 2  | 3   | 155 | 175 | 59  | 17e/23     | Non qualifié                                   |
| 2021-2022 | 48 | 9  | 4  | 2   | 20 | 7  | 6   | 121 | 149 | 43  | 19e/24     | Non qualifié                                   |
| 2022-2023 | 68 | 24 | 6  | 4   | 26 | 3  | 5   | 169 | 170 | 76  | 12e/22     | Lokomotiv Iaroslavl 1-4 (huitième de finale)   |
| 2023-2024 | 68 | 14 | 4  | 2   | 40 | 4  | 4   | 133 | 224 | 48  | 23e/23     | Non qualifié                                   |
| 2024-2025 | 68 | 19 | 3  | 2   | 33 | 7  | 4   | 163 | 188 | 59  | 19e/23     | Non qualifié                                   |

### Saisons en Superliga
| Saison  | PJ | V  | VP | N | DP | D  | BP  | BC  | Pts | Classement   | Séries éliminatoires |
| ------- | -- | -- | -- | - | -- | -- | --- | --- | --- | ------------ | -------------------- |
| 2007-08 | 57 | 16 | 6  | - | 7  | 28 | 151 | 181 | 67  | 18e/20 place | Ne participe pas     |
| 2006-07 | 54 | 17 | 1  | 4 | 6  | 26 | 127 | 147 | 63  | 15e/19 place | Avangard Omsk 3-0    |
| 2000-01 | 44 | 9  | 2  | 5 | 2  | 26 | 77  | 122 | 38  | 17e/19 place | Ne participe pas     |